# شهرستان یانشان (هبئی)
شهرستان یانشان (به انگلیسی: Yanshan County) یک شهرستان در چین است که در کانگجو واقع شده‌است. شهرستان یانشان ۷۹۵ کیلومتر مربع مساحت و ۴۱۰٬۰۰۰ نفر جمعیت دارد و ۱۲ متر بالاتر از سطح دریا واقع شده‌است.